# Neusser Ruderverein
Der Neusser Ruderverein ist ein Sportverein aus Neuss.

## Geschichte und Lage

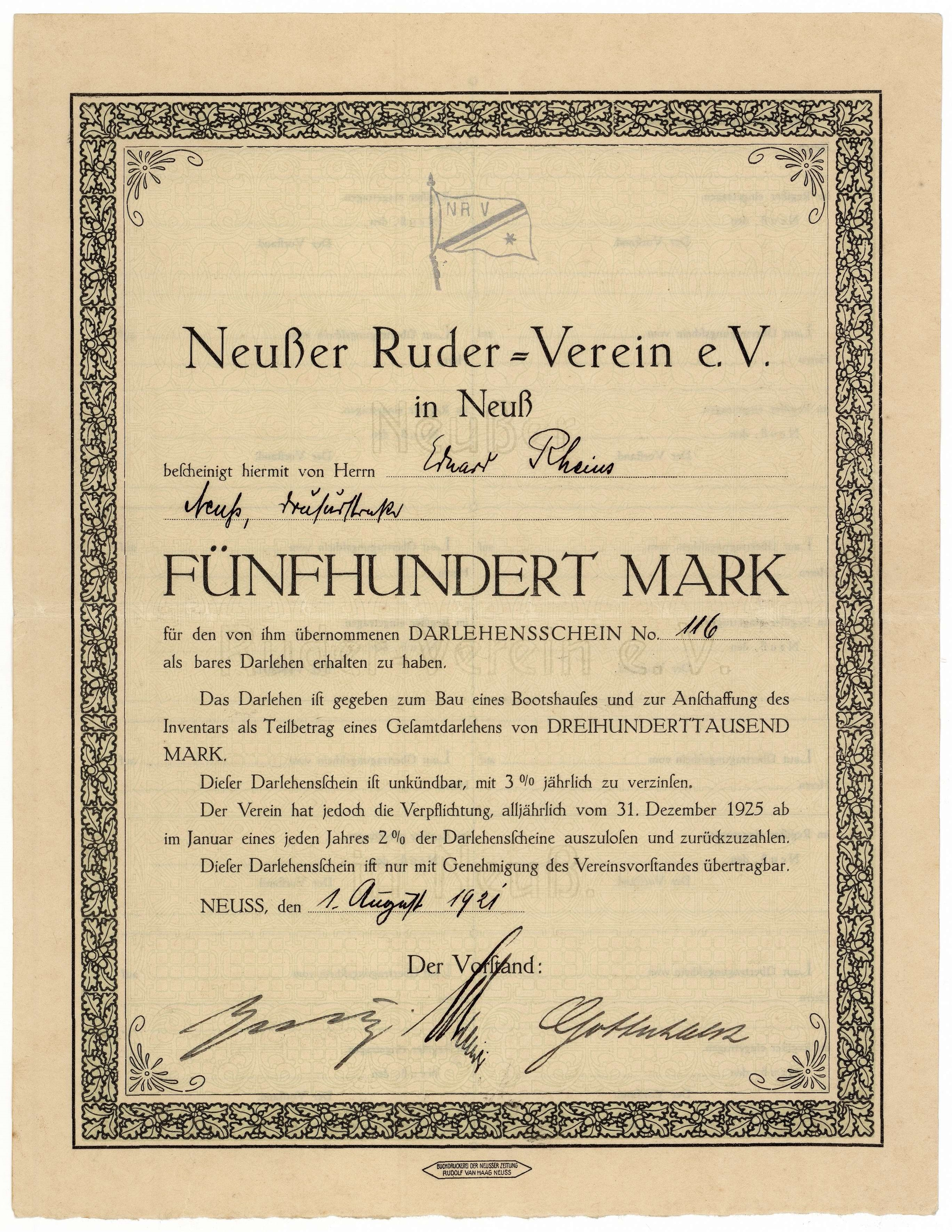
In den 20er Jahren gab der Neusser Ruderverein zur Finanzierung seines Bootshauses Darlehensscheine heraus.

Der Verein wurde am 21. April 1914 gegründet. 1920 wurde dann der Sportbetrieb auf dem Rhein aufgenommen. 1925 wurde das erste Bootshaus am Sporthafen eröffnet. Seit 1937 gibt es auch eine Damenriege. In den 1950er Jahren wurde das Bootshaus ausgebaut. 1997 wurde ein neues Rennruderzentrum am Hafenbecken II eingeweiht. 2012 gibt es zur Anfängerschulung zusätzlich ein Wassersportzentrum am Sandhofsee. Nach eigenen Angaben ist der Neusser Ruderverein mit 650 Mitgliedern der größte Ruderverein in Nordrhein-Westfalen.
Der Neusser Ruderverein hat drei Standorte. Neben dem Wassersportzentrum Sandhofsee gibt es ein Bootshaus am Sporthafen in Grimlinghausen und das Trainingszentrum im Neusser Industriehafen.

## Bekannte Sportler
Bis 2021 nahmen zwei Ruderer und eine Ruderin an Olympischen Spielen teil. Victor Hendrix und Manfred Kluth traten bei den Olympischen Spielen 1960 im Vierer ohne Steuermann an, sie schieden als Zweite ihres Hoffnungslaufs aus, nur die Sieger kamen ins Finale. Hendrix und Kluth waren zuvor bereits 1959 Europameisterschaftszweite im Vierer ohne Steuermann geworden. Bei der olympischen Premiere des Frauenruderns 1976 in Montreal ruderte Hiltrud Gürtler mit dem Achter auf den fünften Platz.
Die erste Weltmeisterschaftsmedaille für Mitglieder des Neusser Rudervereins erruderten Petra Finke und Anne Dickmann, die als Mitglieder des deutschen Doppelvierers bei den Weltmeisterschaften 1978 Silber erhielten. Gleich dreimal Weltmeisterschaftszweiter war von 1996 bis 2003 der Leichtgewichts-Ruderer Frank Mager. Bei den Weltmeisterschaften 2019 gewann Vera Spanke Bronze mit dem Leichtgewichts-Doppelvierer.
61 Jahre nach Hendrix und Kluth erkämpften bei den Europameisterschaften 2020 gleich zwei Neusser Ruderinnen Silbermedaillen bei Europameisterschaften: Alexandra Höffgen mit dem Achter und Cosima Clotten mit dem Leichtgewichts-Doppelvierer.